# Musta-Ruhmas
Musta-Ruhmas är en sjö i Finland. Den ligger i kommunen Kouvola i landskapet Kymmenedalen, i den södra delen av landet, 130 km nordost om huvudstaden Helsingfors. Musta-Ruhmas ligger 88,8 meter över havet. Arean är 2,4 kvadratkilometer och strandlinjen är 21,51 kilometer lång. Sjön  ingår i Kymmene älvs huvudavrinningsområde.   I omgivningarna runt Musta-Ruhmas växer i huvudsak blandskog.